# Disrafismo
Un disrafismo è una malformazione congenita data dalla incompleta saldatura delle due metà pari e simmetriche di organi mediani. Vengono perciò designate con questo termine patologie quali la spina bifida e il labbro leporino. In particolare, se il disrafismo è a carico del viso, si parla di mesoprosoposchisi.